# Pacific Beach

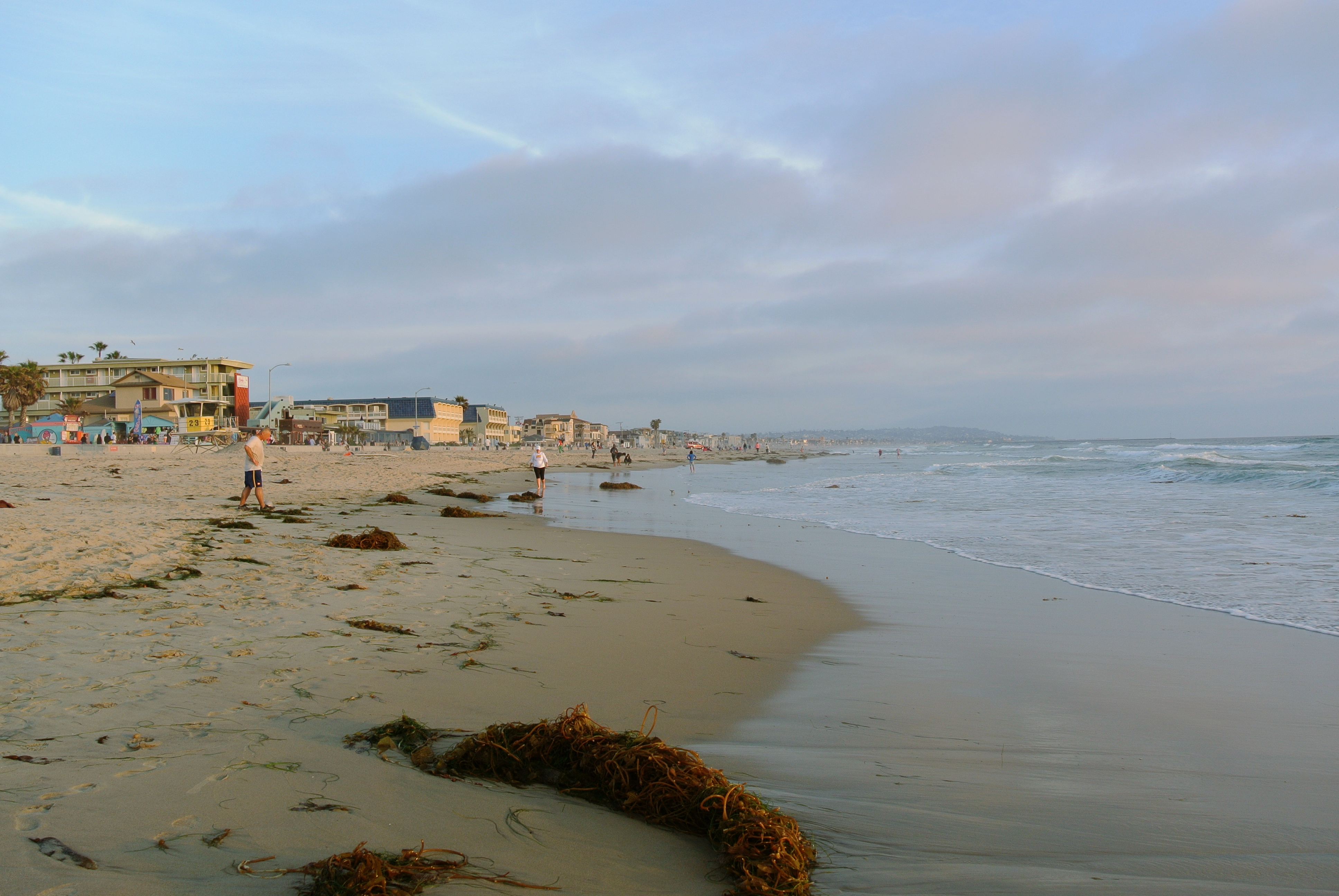
Pacific Beach

Pacific Beach är ett område i San Diego, ligger mellan La Jolla i norr, Mission Beach i syd, Interstate 5 i öst och Stilla havet i väst. Största delen av befolkningen är unga, surfare och college studenter. Personerna har blivit mer "rika" då priserna att bo har ökat i området. "PB", som det kallas av lokalbefolkningen, är också ett av de största områden i San Diegos nattliv, med ett flertal barer etc.